# أساهل بيك
أساهل بيك (بالإنجليزية: Asahel Peck) هو محامي وقاضي أمريكي، ولد في 6 فبراير 1803 في رويالستون (ماساتشوستس) في الولايات المتحدة، وتوفي في 18 مايو 1879 في جيريتشو في الولايات المتحدة.